# 篤仁王
篤仁王（あつひとおう、1894年〈明治26年〉7月9日 - 1894年〈明治26年〉7月10日 ）は、日本の皇族。閑院宮載仁親王の第1男子。母は、三条実美公爵令嬢・智恵子。身位は王で、皇室典範における敬称は殿下。

## 生涯
1894年（明治26年）7月9日、閑院宮載仁親王と同妃智恵子の第1男子（第1子）として誕生したが、翌7月10日に薨去した。遺体は同年7月12日、閑院宮邸から運ばれて、豊島岡墓地に埋葬された。0歳没。

## 親族
- 父：閑院宮載仁親王
- 母：載仁親王妃智恵子
- 兄弟姉妹：篤仁王 - 恭子女王 - 茂子女王 - 季子女王 - 春仁王 - 寛子女王 - 華子女王